# Машинима
Маши́нима (от англ. machine — машина и англ. cinema — кино; другой вариант: от англ. machine — машина и англ. animation — анимация) — способ отображения сюжетных коротких скетчей или видеороликов, снятых с помощью трёхмерной графики на основе компьютерных игр, а также сама технология производства подобных фильмов. Машинима построена сугубо на компьютерной графике, но в отличие от трёхмерной анимации и спецэффектов, используемых в полнометражном кино, использует упрощённые и ограниченные технологии графического движка компьютерной игры, на основе которой создаётся. Таким образом, графика выигрывает по скорости обсчёта, позволяя использовать для этого мощности домашнего персонального компьютера. Создателей машиним обычно называют машинимистами или машиниматорами.

## История
- 1989 — В гоночном симуляторе Indianapolis 500: The Simulation впервые реализована функция записи фильма.
- 1993 — В Doom появляется возможность создавать и редактировать существующие карты, монстров, оружие. Игроки в восторге: количество дополнительных уровней скоро превзойдет число «официальных» в сотни раз.
- Управление действиями компьютерных персонажей при помощи скриптов позволяет превратить монстров и персонажей в послушных режиссёру виртуальных актёров.
- 1995 — Полноценное управление камерой в MechWarrior 2 ещё на шаг приближают машиниму к возможностям кино.
- 1996 — Расцвет. Популярность Quake многократно увеличивает количество снимаемых фильмов. Машинима в это время называется Quake Movies. Сообщество геймеров доживет до 2000 года, постепенно переходя на новые игры и технологии.
- Сюжет игры и инструктаж перед уровнями перестают появляться в форме текста. Теперь они выглядят как вставные сцены, снятые при помощи игрового движка. Появляются первые приемы операторской работы. Изначально эта возможность предназначается только для создателей игры, но постепенно становится общедоступной.
- Quake II, Unreal и Battlefield 1942 — все они до сих пор используются в фильмах. Epic Games, разработчик Unreal Tournament 2003, включает в поставку игры инструмент Matinee и предоставляет премию в 50.000 долларов для конкурса машинима-фильмов. Джордж Лукас использовал движок Unreal для черновой визуализации Звёздных войн.
- 2000 — Появляется термин «машинима».
- The Sims (2000): В первой части серии «The Sims» не было таких развитых инструментов для создания видео, как в последующих частях. Однако игроки начали экспериментировать с созданием простых историй. Они использовали базовые движения персонажей и настраивали сцены для съемки коротких видео, часто с элементами юмора или драмы.
- The Sims 2 (2004): Благодаря небольшим, но по сравнению с «The Sims» слегка значительным улучшениям в графике и возможности снимать сцены с разных ракурсов, в «The Sims 2» начали появляться сложные машинима-проекты, но ещё недостаточно качественные из-за ограничений механик игры. Игроки создавали сериалы, освещающие различные драмы, взаимоотношения между персонажами и семьями. Некоторые из наиболее популярных сериалов этого периода включали подростковые драмы и семейные истории.
- 2005 — Первый политический фильм снятый при помощи игры The Movies. «Французская демократия» освещает недавние события во Франции.
- 2006 — Вышедшая 10-я версия Garry’s Mod на движке Source давала возможность манипулировать объектами игры.
- 2007 — Первая «полнометражная» машинима, созданная на движке MMORPG World Of Warcraft — Tales Of The Past III, продолжительностью 88 минут.
- 2007 — Бета-тестеры Team Fortress 2 обнаружили тестовую версию программы Source Filmmaker. Программа была «сырой», но именно ею были сняты качественные ролики о персонажах игры.
- 2008 — В вышедшей весной Grand Theft Auto IV реализована возможность записывать 30—60 секунд геймплея, для редактирования во встроенном редакторе повторов.
- The Sims 3 (2009): В «The Sims 3» значительно улучшили возможности кастомизации персонажей, миров и сценариев, что позволило создавать более сложные сериалы и короткометражные фильмы. Хотя графика в «The Sims 3» была лучше по сравнению с предыдущими частями, она сохраняла некоторые сходства с графикой «The Sims 2». Благодаря большим картам и новым функциям игроки создавали более богатые сюжеты, используя целые города и различные среды, но ещё недостаточно качественные из-за ограничений механик игры. А использование модов и кастомных объектов стало популярным для улучшения контента.
- 2012 — Официальный выпуск программы Source Filmmaker.
- The Sims 4 (2014): В «The Sims 4» значительно улучшилась графика по сравнению с предыдущей частью, что позволило развить функцию создания качественных машинима благодаря улучшённым инструментам для съёмки сцен с разных ракурсов. А локации и механики игры были прогрессивнее, чем в «The Sims 3», графика дала возможность создавать более визуально привлекательный и слегка реалистичный контент. Многие пользователи создавали сериалы, сосредотачиваясь на подростковых и семейных драмах и мелодрамах. Хотя популярность машинима со временем уменьшилась, создатели подобных проектов продолжают работать для лояльной аудитории, используя многочисленные официальные DLC, фанатские моды и фанатские кастомные объекты для улучшения контента.
- 2015 — В апреле Rockstar Games анонсирует Rockstar Editor для Grand Theft Auto V для консолей PS4 и Xbox One, который до этого был эксклюзивной функцией ПК-версии игры.
- 2020 — 1 сентября NVIDIA анонсировала Omniverse Machinima - технологию, с помощью которой можно будет создавать собственные видеоролики внутри игры, используя возможности движка. Первой игрой, поддерживающей данную технологию, стала Mount & Blade II: Bannerlord.

## Виды машинимы

### Любительская
Наиболее часто встречающаяся. Почти всегда представляет из себя снятый с помощью программы захвата экрана геймплейный ролик, с субтитрами или озвучкой низкого качества. Липсинк (англ. Lip sync) отсутствует. Сюжет примитивен и не оторван от игрового сеттинга, что характеризует подобный ролик как фанфик.

### Полупрофессиональная
Переходный этап между любительской и профессиональной машинимой с уклоном к последней. Автор все ещё не обладает ресурсами, нужными для полной свободы действий, однако лучше и ответственнее подходит к расстановке кадров, совершенствует качество звука и монтажа, включая сюжет.
Полупрофессиональная машинима — самая редкая на просторах интернета, так как требует многодневной кропотливой работы для достижения среднего уровня ролика длиной в 5-10 минут.
Помимо этого, существуют мини-студии, образовавшиеся из объединения нескольких отдельных энтузиастов. Выпускаемые видео по качеству стремятся к уровню профессиональной машинимы. В период с 2008 по 2011 самой известной на сервисе YouTube была Machinima.com, собиравшая разных авторов под своё крыло. На данный момент практически неактивна.

### Профессиональная
Профессиональная машинима встречается достаточно часто. Она создаётся самими разработчиками конкретной игры, обладающими нужным софтом и ресурсами для полного контроля над игровыми моделями, расстановкой декораций и всего, что с этим связано. В их же распоряжении специально обученные режиссёры, сценаристы и профессиональные актёры, позволяющие в недолгие сроки создавать качественные ролики. Речь идёт об игровых катсценах, продолжительность которых составляет добрая половина игрового процесса. Это есть не что иное как машинима, только в немного ином формате.
Может встречаться в качестве отдельных роликов, созданных разработчиками для реклам или заказных вставок в фильмах или сериалах.
Также может быть снята и энтузиастами, добившимися не только полного контроля над возможностями игры, но и сумевшими достичь в своих роликах уровня катсцен разработчиков, а в чём-то даже превзойдя их.

### Использование нескольких движков
Существуют примеры использования нескольких движков игр в одной машиниме. Таковым является Clear Skies (Half Life 2 + EVE Online, сюжет — по EVE Online)

## Творческие объединения и фестивали
Академия машинимы (англ. Academy of Machinima Arts & Sciences) проводит ежегодный фестиваль машинима-фильмов (англ. Machinima Film Festival). Глава академии, Пол Марино, издал в 2005 году книгу под названием «Искусство машинимы».